# Giuliano Procacci
Giuliano Procacci (Assisi, 20 dicembre 1926 – Firenze, 2 ottobre 2008) è stato uno storico, politologo e politico italiano.

## Biografia
Allievo di Federico Chabod, marxista impegnato, è stato docente di Storia moderna all'Università degli Studi di Cagliari e poi di Storia contemporanea all'Università degli Studi di Firenze e quindi di Storia contemporanea alla Sapienza - Università di Roma.
Il suo nome è legato, in particolare, oltre ai saggi su Machiavelli e a numerosi e fortunati manuali di storia per le scuole medie e superiori, al volume Storia degli italiani, chiestogli dapprima dall'editore francese Fayard e quindi pubblicato in prima edizione in Francia nel 1968, indi pubblicato da Laterza e più volte ristampato e tradotto anche in altre lingue.
Secondo Giovanni Sabbatucci, il volume La classe operaia in Italia all’inizio del secolo XX è "uno dei più belli di Procacci e, anche, il miglior testo di storia del movimento operaio che sia mai stato scritto in Italia (...) né la semplice storia dei gruppi
dirigenti e dell’eterno dibattito fra le tendenze, né la rappresentazione
di una classe isolata, mitizzata nella sua “autonomia”, nella sua spontaneità
e nella sua radicalità (come suggeriva una tendenza allora in voga).
L’attenzione è posta sul movimento reale, su come si articola nelle sue
espressioni culturali e nelle sue forme organizzate, quelle che danno corpo
ad un’identità e ad una prassi altrimenti inafferrabili. Dietro tutto questo
c’è anche, seppur non esplicitata, un’opzione teorica, politica e ideale che
allora non era per nulla scontata: un’opzione che in senso lato possiamo
definire riformista (nel senso del pragmatismo e della concretezza) e che
avrebbe poi connotato anche la sua militanza politica".
Per molti anni, a cavallo tra gli anni sessanta e settanta, è stato consulente per le discipline storiche della Casa editrice Laterza, collaborando attivamente e molto proficuamente con l'allora Direttore editoriale Enrico Mistretta.
Con il volume Storia del XX secolo, edito nel 2000, partendo dall'accelerazione nella storia indotta dalla caduta del muro di Berlino e arrivando al "punto di approdo" dato dalla globalizzazione, ha operato un ripensamento sulla storiografia contemporanea.
Negli ultimi anni Procacci si era occupato anche del dibattito sul revisionismo storico.

## Scritti principali
- Classi sociali e monarchia assoluta nella Francia della prima metà del secolo XVI, Torino, Einaudi, 1955.
- Le elezioni del 1874 e l'opposizione meridionale, Milano, Feltrinelli, 1956.
- Studi sulla fortuna di Machiavelli, Roma, Ist. Storico italiano per l'età moderna e contemporanea, 1965.
- Storia degli italiani, Bari, Laterza, 1968, Premio Viareggio Saggistica.[2]
- La lotta di classe in Italia agli inizi del secolo XX, Roma, Editori Riuniti, 1970.
- Il partito nell'Unione Sovietica. 1917-1945, Roma-Bari, Laterza, 1974.
- Il socialismo internazionale e la guerra d'Etiopia, Roma, Editori Riuniti, 1978.
- Dalla parte dell'Etiopia. L'aggressione italiana vista dai movimenti anticolonialisti d'Asia, d'Africa, d'America,Milano, Feltrinelli, 1984.
- Premi Nobel per la pace e guerre mondiali, Milano, Feltrinelli, 1989. ISBN 88-07-08078-8.
- Machiavelli nella cultura europea dell'età moderna, Roma-Bari, Laterza, 1995. ISBN 88-420-4613-2.
- Storia del mondo contemporaneo. Da Sarajevo a Hiroshima, Roma, Editori Riuniti, 1999. ISBN 88-359-4621-2.
- Storia del XX secolo, Milano, Bruno Mondadori, 2000. ISBN 88-424-9512-3.
- La disfida di Barletta. Tra storia e romanzo, Milano, Bruno Mondadori, 2001. ISBN 88-424-9773-8.
- La memoria controversa. Revisionismi, nazionalismi e fondamentalismi nei manuali di storia, Cagliari, AM&D, 2003. ISBN 88-86799-72-1.
- Carte d'identità. Revisionismi, nazionalismi e fondamentalismi nei manuali di storia, Roma-Cagliari, Carocci-AM&D, 2005. ISBN 88-430-3300-X.